# 發現灣 (電視劇)
《發現灣》是香港無綫電視1980年拍攝的電視連續劇，全劇共15集，監製李沛權，主要演員有林嘉華、歐陽佩珊、梁珊、郭峰、陳立品、羅蘭、劉丹、秦煌、陳齊頌、高崗等。
此劇改篇自日本推理小說《犬神家一族》。
此劇為林嘉華加盟無綫電視後首部電視劇作品。
2017年7月14日至8月3日，此劇在TVB經典台以“懷念歐陽珮珊”名義重播。

## 故事大綱
二十世紀四十年代末，澳門發現灣上有一座大宅，大宅主人乃澳門首富巫英傑 (劉丹飾) ，他有三個由不同妻妾所生的女兒- 巫美英 (梁珊飾)、巫美德 (羅蘭飾) 及巫美靜 (上官玉飾)，三女的丈夫均入贅巫家。長女美英丈夫早亡，獨子巫國忠 (林嘉華飾) 在抗戰時參軍，下落不明；次女美德有一子巫國平 (郭鋒飾) 及一女巫婉君；三女美靜有一子巫國良 (甘國衛飾)。英傑年輕時得南洋富商龍北海提携，北海特地打造竹、琴、斧三樣鍍金金器給英傑，意思是北海自己的坐右銘，「刻苦、勤勞就能富足」。英傑得到後，視之為傳家之寶。後來龍家家道中落，英傑為報恩，十多年前收養了北海的外孫女杜若林 (歐陽佩珊飾)。
英傑臨終遺言要求等待長孫國忠自戰場歸來後才能宣讀遺囑，但如英傑死後一年國忠尚未歸來，則可以宣讀遺囑。但英傑逝世後不久，失去消息多年的國忠突然返回巫家，但因戰時受傷音容盡毀，以至他終日戴上面具，且性情大變，行為怪異，大宅成員皆懷疑其身份。英傑遺囑公佈時令眾人所震驚，他的遺囑竟表示全部遺產及「竹、琴、斧」由毫無血緣關係的若林承繼，但條件是若林要在三個月內與英傑其中一名外孫兒結婚，但若他三名外孫兒已不在人世或不娶若林為妻，若林就可承繼遺產並自由嫁娶；如若林不在人世或放棄承繼遺產，英傑的五分三遺產則平分給三名外孫兒，餘下的五分二遺產則分給與情婦戴雪霜所生之私生子戴子維。若國忠、國平、國良三位外孫不在人世的話，其所佔部份的遺產就歸子維所有。英傑富爭議的遺囑令平靜的發現灣大宅內的成員，為了爭産而互相猜忌。
負責保管英傑遺囑的律師樓職員周勇人，偷看英傑所留下遺囑後，覺得遺囑公佈後會牽起大風波，於是邀請自己的朋友香港私家偵探董一平 (秦煌飾) ，往澳門調查巫家遺囑所生的問題，豈料未能趕及與一平會面，勇人已被毒殺，不久國平及國良亦相繼遇害，發現灣大宅彌漫著不祥的氣氛。一平調查下去，逐步揭露巫家多個不為人知的秘密。
本劇每集的開始唱頌一首童謠，改編自＂月光光＂ ：「月光光，照地塘，巫家有隻大豺狼，狼夾兇，無陰功，子孫難，有後患，竹琴斧，盞辛苦，香果園，等條船，船下底，有隻無頭鬼，琴聲高，似張刀，刀切菜，揾人害，船下底，有隻無頭鬼。」此改編童謠為此劇增添陰森的氣氛。

## 演員表
- 林嘉華 飾 巫國忠 / 戴子維
- 歐陽佩珊 飾 杜若林
- 秦　煌 飾 董一平
- 梁　珊 飾 巫美英
- 郭　峰 飾 巫國平
- 甘國衛 飾 巫國良
- 陳立品 飾 娥姐
- 劉　丹 飾 巫英傑
- 羅　蘭 飾 巫美德
- 上官玉 飾 巫美靜
- 陳齊頌 飾 戴雪霜 (教琴的素琴老師)
- 高　崗 飾 黑石
- 鄭有國 飾 古仕元律師
- 關　鍵 飾 梁大中 (巫美德夫)
- 羅國維 飾 劉心池 (巫美靜夫)
- 張慕蓮 飾 巫婉君 (巫美德女)
- 黃　新 飾 探長
- 梁　愛 飾 巫家女管家
- 白文彪 飾 巫家管家程伯
- 魯振順 飾 警察
- 周　吉 飾 旅館老闆
- 余慕蓮 飾 旅館老闆娘
- 吳業光 飾 羅醫生
- 岸　西
- 羅偉平
- 黃英華
- 林偉圖 飾 周勇明
- 吳傳岩
- 焦　雄
- 香　海
- 何壁堅
- 吳子山
- 梁潔芳

## 與犬神家一族相異之處
(由於劇本對原著作不少改動，故只列出重要部份，以劇中漢化姓名為基礎，本劇以「故事」稱呼)
- 地點改設定於澳門，人物名字亦漢化
- 「犬神奉公會」在故事中被刪除
- 基於當時的電視尺度，故事刪去巫英傑與龍北海的同性戀人關係，同時亦刪去杜若林之母是巫英傑與龍北海之妻偷情所生之情節。
- 巫英傑之遺囑大幅簡化。
- 片頭的童謠屬於故事新創。
- 娥姐角色屬故事新創。
- 律師只知道戴雪霜及戴子維之來歷，並不知道二人與巫家三姊妹及巫英傑之詳細互動(原著中律師表示巫英傑曾將繼承家產的三件傳家寶贈與戴雪霜，後被三姊妹搶回，甚至迫戴雪霜簽聲明指兒子並非巫英傑所出)。
- 巫家傳家之寶「竹、琴、斧」，原著為「斧、琴、菊」。
- 原著中，素琴老師(戴雪霜)已經教授巫美英琴技多時，路過時曾多次拜訪巫家，故事中改為首次拜訪巫家並首次教巫美英琴技。
- 原著中，素琴老師(戴雪霜)容貌盡毀並近乎失明，故事中只保留雙目視力嚴重不佳。
- 原著中，國平的首級並非由董一平發現，發現之時董一平仍在旅店休息。
- 國平首級的人偶在故事中屬於將火化的「紙紥公仔」，原著中為藝術人偶，亦與「菊」有關。
- 原著中國平的身體由於風暴被沖上岸，故事中改為由漁民捕漁時發現。
- 原著中戴雪霜為龍北海之妻之遠房親戚。
- 巫婉君在原著中懷著巫國良之遺腹子。
- 原著中巫家三姊妹趕走戴雪霜時，曾以虐待嬰兒戴子維來迫戴雪霜交出「斧、琴、菊」。
- 故事簡化了原著中戴雪霜被巫家三姊妹迫走的過程，並增加巫家姊妹有人用利器砍了戴雪霜頸部一下。
- 原著中古律師成功查出戴雪霜與戴子維離開巫家後之去向，故事中為董一平尋訪得知。
- 故事中，假國忠(戴子維)的死狀一如大部份犬神家一族改篇劇一樣，以斧頭砍死以示與斧有關，原著中卻是在湖面被冰封的初冬季節、屍體穿着睡衣被倒插在湖面，直没到肚臍的部位。[2]
- 故事中，戴雪霜知道親生子死訊欲領遺體不果，被趕出巫家後，在娥姐帶領下避住在巫家舊屋中養病，發狂欲殺死杜若林而被警方槍殺，原著則為回到東京，得知國忠死訊意識自己將會被警方懷疑，故從東京趕到巫家向警方提供資料，到真相揭發時仍在巫家聆聽，結局時仍然生存。
- 原著描述，根據大山神社中龍北海的遺物分析，龍北海喜男色，曾與巫英傑有同性關係，後來巫英傑年長懂得拒絕後，龍北海才收手。巫英傑與龍妻偷情，龍北海對此並沒有反彈，反而甘願為二人幽會時看門，後來龍妻有孕，龍北海為保自己不喜女色的秘密洩露，樂於視杜若林之母為自己所出。
- 第十三集巫國忠與杜若林偷渡私奔一事為故事創作。
- 故事中，戴子維與巫國忠在巫家舊屋爭執，失足從二樓墮下受重傷(國忠若林以為其已死)，然後被巫美英用斧頭所殺。原著是因為得知杜若林之母為巫英傑之私生女(二人即為舅甥關係)，在巫美英面前表示拒絕與杜若林結婚，在爭執間無意之中洩露身份而被殺。
- 故事的破案關鍵為斧頭上巫美英的指紋。
- 巫國忠在原著的最後段是希望引起警方注意，當警方殺害他以後，承擔一切罪名，故事第十五集只是偷進巫家會母，然後被警方捉住，招認罪行。
- 原著中，國平、國良是巫美英所殺，戴子維與巫國忠暗中善後(例如把國良的遺體運回遠處的舊屋等)，故事對案件的解謎並沒有仔細說明，只是重現行凶過程。
- 故事沒有交代到周勇人被殺的前因後果，原著中巫美英對此有所交代。
- 故事以真凶巫美英承認一切罪行後自殺為終結，保留了原著中要求把巫家一部份家產(原著為一半)分給巫婉君腹中的遺腹子一段，但刪去原著中巫美英死前見證杜若林與巫國忠結成夫婦，繼承傳家之寶的結局。

## 小插曲
- 本劇的主要演員林嘉華由於一人分飾兩角，要化「爛面裝」 ，又要戴上橡皮面具，而且又要趕拍，因為當時天氣熱，加上年輕時分泌旺盛，面上湧現不少暗瘡，導致後來面上的暗瘡疤痕嚴重，到現在還未消散。林嘉華本人形容「真係歲月留痕！」

## 資料來源
1. ↑   （页面存档备份，存于）無線翻版精選《發現灣》
2. ↑  原著中「佐清」(國忠)的日文讀音「（Sukekiyo）」，倒過來念是「（Yokikesu）」（比喻倒插在湖面），去掉後面兩字（比喻半個身子沒在湖裏），則剩下「（Yoki）」，即「斧」的意思。

## 電視節目的變遷
| 英屬香港無綫電視翡翠台 星期一至五 20.00-21.00 | 英屬香港無綫電視翡翠台 星期一至五 20.00-21.00 | 英屬香港無綫電視翡翠台 星期一至五 20.00-21.00 |
| --------------------------------------------- | --------------------------------------------- | --------------------------------------------- |
|                                               | 發現灣 (1980.6.30-1980.7.18)                  |                                               |
| 京華春夢 (1980.5.26-1980.6.27)                | 仁者無敵 (1980.7.21-1980.8.15)                |                                               |